# Cremona–Mantova-vasútvonal
A Cremona–Mantova-vasútvonal egy 62 km hosszúságú, normál nyomtávolságú vasútvonal Olaszországban, Cremona és Mantova között. A vonal 3000 V egyenárammal villamosított, fenntartója az RFI.